# استاروبشیروو
استاروبشیروو (انگلیسی: Starobashirovo) یک شهر در شهرستان چکماگوشفسکی استان باشقیرستان کشور روسیه است.